# 滚贝侗族乡
滚贝侗族乡是中华人民共和国广西壮族自治区柳州市融水苗族自治县下辖的一个民族乡。

## 行政区划
滚贝侗族乡下辖以下村级行政区划单位：
吉羊村、滚贝村、同心村、平浪村、同乐村、支文村、尧贝村、三团村、烈洞村、尧佐村和平等村。